# Embelia togoensis
Embelia togoensis är en viveväxtart som beskrevs av Ernest Friedrich Gilg och Schellenberg. Embelia togoensis ingår i släktet Embelia och familjen viveväxter. Inga underarter finns listade i Catalogue of Life.